# UFC Fight Night: Bermudez vs. Korean Zombie
UFC Fight Night: Bermudez vs. Korean Zombie var en MMA-gala som arrangerades av Ultimate Fighting Championship och ägde rum 4 februari 2017 i Houston i USA. 

## Resultat
1. ↑  Ursprungligen vinst via TKO (knäskada) i andra ronden för Blaydes. Resultatet ogiltigförklarades efter att Blaydes fastnat i en dopingkontroll (cannabis).
2. ↑  Catchweight 117,5 lbs.'"`UNIQ--ref-00000005-QINU`"'
3. ↑  Ursprungligen vinst via KO i andra ronden för Price. Resultatet ogiltigförklarades efter att Price fastnat i en dopingkontroll (cannabis).